# Leptolebias marmoratus
Leptolebias marmoratus é uma espécie de peixe da família Aplocheilidae.
É endémica do Brasil.